# John Metgod
Johannes Antonius Bernardus "John" or "Johnny" Metgod (Amsterdã, 27 de fevereiro de 1958) é um ex-futebolista neerlandês, que atuava como defensor.

## Carreira
John Metgod representou a Seleção Neerlandesa de Futebol que disputou a Eurocopa de 1980.

## Ligações Externas
- Perfil em FIFA.com (em inglês)